# Дибавка
Дибавка (пол. Dybawka) — село в Польщі, у гміні Красичин Перемишльського повіту Підкарпатського воєводства.
Населення — 436 осіб (2011).

## Географія
Село розташоване на відстані 3 кілометри на схід від центру гміни села Красичина, 5 кілометрів на захід від центру повіту міста Перемишля і 58 кілометрів на південний схід від центру воєводства — міста Ряшіва.

## Історія
Відповідно до «Географічного словника Королівства Польського» в 1880 р. Дибавка була присілком Тернівців — села у Перемишльському повіті Королівства Галичини та Володимирії Австро-Угорщини. Греко-католики села належали до парафії Сливниця Перемиського деканату Перемишльської єпархії.
У 1975-1998 роках село належало до Перемишльського воєводства.

## Демографія
Демографічна структура станом на 31 березня 2011 року:
|          | Загалом | Допрацездатний вік | Працездатний вік | Постпрацездатний вік |
| -------- | ------- | ------------------ | ---------------- | -------------------- |
| Чоловіки | 225     | 63                 | 149              | 13                   |
| Жінки    | 211     | 36                 | 139              | 36                   |
| Разом    | 436     | 99                 | 288              | 49                   |